# Aneta Konieczna
Aneta Regina Konieczna z domu Pastuszka (ur. 11 maja 1978 w Krośnie Odrzańskim) – polska kajakarka.

## Życiorys
Karierę zaczynała w Międzyszkolnym Kajakowym Klubie Sportowym w Gorzowie Wielkopolskim, gdzie trenowała z Piotrem Głażewskim. Od 2001 do 2012 była zawodniczką Posnanii Poznań. W 2012 przeszła do Warty Poznań. Przed igrzyskami w Londynie wykryto u niej chorobę nowotworową, która wymagała operacji. W październiku 2013 ogłosiła zakończenie kariery, motywując tę decyzję nieporozumieniami z działaczami sportowymi.
W trakcie kariery była pięciokrotną olimpijką (Atlanta 1996, Sydney 2000, Ateny 2004, Pekin 2008, Londyn 2012). Jest srebrną medalistką igrzysk olimpijskich w Pekinie (2008) w parze z Beatą Mikołajczyk, a także dwukrotną brązową medalistką w parze z Beatą Sokołowską-Kuleszą w konkurencji dwójek na dystansie 500 m z Sydney (2000) i Aten (2004).
Siedemnastokrotnie zdobywała medale mistrzostw świata, a piętnastokrotnie medale mistrzostw Europy.
Ukończyła III Liceum Ogólnokształcące im. Władysława Szafera w Gorzowie Wielkopolskim, podjęła następnie studia na Akademii Wychowania Fizycznego im. Eugeniusza Piaseckiego w Poznaniu. Bez powodzenia kandydowała do poznańskiej rady miasta w 2010 z listy SLD i w 2014 z ramienia komitetu wyborczego Ryszarda Grobelnego. W 2015 została członkinią honorowego komitetu poparcia Bronisława Komorowskiego przed wyborami prezydenckimi. W 2018 z listy SLD Lewica Razem bezskutecznie kandydowała do sejmiku wielkopolskiego.

## Osiągnięcia

### Igrzyska olimpijskie
- Atlanta 1996 – 9. miejsce, K-1 500 m
- Sydney 2000 – brąz, K-2 500 m
- Sydney 2000 – 4. miejsce, K-4 500 m
- Ateny 2004 – brąz, K-2 500 m
- Pekin 2008 – srebro, K-2 500 m
- Pekin 2008 – 4. miejsce, K-4 500 m
- Londyn 2012 – 4. miejsce, K-4 500 m
- Londyn 2012 – 10. miejsce, K-1 500 m

### Mistrzostwa świata
- Mediolan 1999 – złoto, K-2 500 m
- Mediolan 1999 – brąz, K-4 500 m
- Mediolan 1999 – srebro, K-2 200 m
- Mediolan 1999 – brąz, K-4 200 m
- Poznań 2001 – srebro, K-2 200 m
- Poznań 2001 – srebro, K-2 500 m
- Poznań 2001 – brąz, K-4 200 m
- Sewilla 2002 – złoto, K-4 1000 m
- Sewilla 2002 – srebro, K-2 200 m
- Sewilla 2002 – 4. miejsce, K-4 500 m
- Sewilla 2002 – 5. miejsce, K-2 500 m
- Gainesville 2003 – brąz, K-1 500 m
- Gainesville 2003 – brąz, K-2 200 m
- Gainesville 2003 – brąz, K-4 200 m
- Zagrzeb 2005 – srebro, K-4 500 m
- Zagrzeb 2005 – 6. miejsce, K-2, 200 m
- Duisburg 2007 – brąz, K-4 500 m
- Duisburg 2007 – 5. miejsce, K-1 200 m
- Poznań 2010 – brąz, K-4 500 m
- Segedyn 2011 – brąz, K-2 500 m
- Segedyn 2011 – brąz, K-1 sztafeta 4 × 200 m

### Mistrzostwa Europy
- Zagrzeb 1999 – złoto, K-2 200 m
- Zagrzeb 1999 – złoto, K-2 500 m
- Zagrzeb 1999 – złoto, K-2 1000 m
- Poznań 2000 – złoto, K-2 500 m
- Poznań 2000 – złoto, K-2 200 m
- Poznań 2000 – brąz, K-2 1000 m
- Mediolan 2001 – brąz, K-2 200 m
- Mediolan 2001 – brąz, K-4 200 m
- Segedyn 2002 – złoto, K-2 500 m
- Segedyn 2002 – srebro, K-1 200 m
- Segedyn 2002 – srebro, K-2 200 m
- Segedyn 2002 – brąz, K-4 500 m
- Poznań 2004 – srebro, K-1 200 m
- Poznań 2005 – brąz, K-4 500 m
- Pontevedra 2007 – brąz, K-4 500

### Mistrzostwa Europy juniorów
- Poznań 1996 – złoto, K-1 500 m

## Odznaczenia
- Krzyż Oficerski Orderu Odrodzenia Polski – 8 października 2008[10]
- Krzyż Kawalerski Orderu Odrodzenia Polski – 7 października 2004[11]
- Złoty Krzyż Zasługi – 10 listopada 2000[12]